# Podul 516 Arouca
Podul 516 Arouca, situat în municipiul Arouca (din zona metropolitană din Porto, în „Regiunea Nordică” și în districtul Aveiro) din Portugalia, este al doilea cel mai lung pod pietonal suspendat din lume, având lungimea de 516 m, după podul suspendat Baglung Parbat (576 m) în Nepal și depășind ca lungime podul Charles Kuonen de 494 m (Valais, Elveția). Numele său este o referință la lungimea sa în metri (516) și la municipiul în care se află (Arouca). 516 Arouca traversează defileul râului Paiva la o înălțime de 175 m.

## Date tehnice
Podul 516 Arouca are următoarele caracteristici:
- Lungime: 516 m
- Înălțime în raport cu nivelul râul Paiva: 175 m
- Lățime (balustrade): 4 m
- Pavaj: grătar metalic tip "rack"
- Lățime: 1,20 m
- Înălțimea turnului: 35,5 m
- Lățimea turnului: 32 m
- Material: cabluri de oțel
- Investiție: 1 800 000,00 €

## Utilizare
Accesul copiilor sub 6 ani nu este permis, minorii trebuie să fie însoțiți de părinți. De asemenea, adulții trebuie să fie însoțiți de un ghid turistic. Există o taxă de traversare (12 € începând din mai 2021) dar locuitorii din Arouca beneficiază de reducere pentru traversarea lui.

## Premii
Podul a primit premiul portughez de arhitectură „Prémios Construir” în 2020 și este nominalizat la unul dintre premiile World Travel Awards în 2021.